# Красноярское сельское поселение (Котельниковский район)
Красноя́рское се́льское поселе́ние — муниципальное образование в составе Котельниковского района Волгоградской области.
Административный центр — хутор Красноярский.

## История
Красноярское сельское поселение образовано 14 марта 2005 года в соответствии с Законом Волгоградской области № 1028-ОД.

## Население
| 2010  | 2012  | 2013  | 2014  | 2015  | 2016  | 2017  |
| ----- | ----- | ----- | ----- | ----- | ----- | ----- |
| 1825  | ↘1796 | ↘1771 | ↘1765 | ↘1743 | ↘1711 | ↘1701 |
| 2018  | 2019  | 2020  | 2021  |       |       |       |
| ↘1664 | ↘1659 | ↘1641 | ↗1645 |       |       |       |

## Состав сельского поселения
| № | Населённый пункт | Тип населённого пункта        | Население |
| - | ---------------- | ----------------------------- | --------- |
| 1 | Красноярский     | хутор, административный центр | 1501      |
| 2 | Чиганаки         | хутор                         | 324       |